# Republik der Strolche (Film)
Republik der Strolche (Originaltitel: Республика ШКИД, Respublika SCHKID) ist ein sowjetischer Spielfilm unter der Regie von Gennadi Poloka aus dem Jahr 1966 nach dem gleichnamigen Roman von Grigori Belych und Leonid Pantelejew aus dem Jahr 1927.

## Handlung
1922 gibt es in Sowjetrussland über vier Millionen verwahrloste, verwaiste Kinder. Einer von ihnen ist der wegen mehrerer Diebstähle festgenommene 16 Jahre alte Grigori Tschernych, der bei der regelmäßigen Aufteilung straffällig gewordener Jugendlicher der neu gegründeten Schule Fjodor Michailowitsch Dostojewski in Petrograd zugewiesen wird. Als Grigori dort ankommt, sind unter der Leitung des Direktors Sorokin bereits 16 Kinder in dieser Erziehungsanstalt, die noch eine Baustelle ist. Der Neuankömmling bekommt den Spitznamen Jankel und wird erst einmal mit einer kräftigen Prügelei begrüßt.
Der erste offizielle Tag des Bestehens der Schule zeichnet sich durch den Widerstand der Zöglinge gegen den Direktor, die Köchin und den Hausmeister aus. Die Kinder wollen beweisen, dass sie es sind, die hier das Sagen haben. Doch der Direktor gibt nicht auf, und am nächsten Tag stellt er den Lehrkörper vor, was ebenfalls nicht ohne Probleme geschieht. Den Russischlehrer haben die Jungens sofort im Griff, er singt Gassenhauer, statt die Sprache zu lehren. Das hat er auch nicht gelernt, deshalb wird er als Hochstapler der Schule verwiesen, was wiederum den Protest der Schüler nach sich zieht. Diese beschließen in der Folge, einen Staat zu gründen, mit einem Ministerpräsidenten und Ministern, deren Beschlüsse und Anordnungen befolgt werden müssen. Die erste Entscheidung ist, gegen die Lehrer, Schmarotzer genannt, zu protestieren. Während einer gemeinsamen Sitzung der beiden Parteien beschließen sie zu verhandeln. Der Direktor will die neu gegründete Republik für sich nutzen und schlägt vor, eine Hymne zu dichten und sich ein Wappen anzuschaffen. Damit hat er die Jugendlichen etwas auf seine Seite gebracht.
Eines Tages kommen zwei Neuankömmlinge in der Schule an. Die Mutter des Direktors zieht zu ihm, und der neue Mitschüler Pantelejew, mit Sicherheit aus gutem Elternhaus, wird aufgenommen. Die Mutter Sorokins ist eine alte, fast blinde Frau, die für ihren Sohn Plinsen backt, die sofort von den Schülern gestohlen werden. Das erregt den Zorn Pantelejews, der in einer Schlägerei endet, wofür er vor dem Direktor die Verantwortung übernimmt, denn er behauptet, die Plinsen allein genommen zu haben. Da er die anderen Kinder nicht verraten hat, sind sie jetzt auf seiner Seite und bringen ihm etwas zu essen in den Karzer.
Die von den Schülern gegründete provisorische Republik soll einen offiziellen Charakter bekommen, in einer Schulversammlung wird dies vom Direktor vorgeschlagen. Für alle möglichen Bereiche sollen Verantwortliche gewählt werden, so z. B. Klassenälteste, Garderobenälteste und auch ein Küchenältester, der auch für das Abwiegen des Brotes verantwortlich sein wird. Über alle diese Fragen wird ein Ältestenrat entscheiden, der auch an den Sitzungen des pädagogischen Rates gleichberechtigt teilnehmen wird.
Seit dieser Entscheidung geschieht auch die Essenausgabe in der Selbstverwaltung. Aber auch hier gibt es Kinder, die den Hunger der anderen ausnutzen. Der Schüler Slajenow fängt an, mit den jüngeren Kindern zu handeln, indem er ihnen am Mittag eine halbe Scheibe Brot gibt und dafür am Abend eine ganze Scheibe zurückhaben will. Durch den ständigen Hunger lassen sich viele auf diesen Handel ein, und Slajenow hat plötzlich große Mengen Brot, womit er weiter handeln kann. So schafft er es auch, dass Jankel von dem Posten des Küchenältesten abgewählt und ein ihm höriger Schüler eingesetzt wird. Dadurch kann Slajenow mit dem Brot auch außerhalb der Schule einen lebhaften Handel treiben. Doch seine Schiebereien werden aufgedeckt, von den Schülern bestraft, und der Direktor erfährt, dass der beschuldigte Küchenälteste unschuldig ist, da dieser das System nicht durchschaute.
Eines Tages wird ein besonders schwerwiegender Fall in der Erziehungsanstalt eingeliefert. Von den anderen Kindern erhält er den Spitznamen Mamotschka. Er nutzt den Aufenthalt aber nur, um in der Nacht Metall und Kleidungsgegenstände im Haus zu stehlen und damit wieder aus dem Heim abzuhauen, um alles zu Geld zu machen. Doch hierbei wird er von dem Direktor erwischt. Er muss alle gestohlenen Sachen wieder an ihren Ort zurückbringen, wird aber von Sorokin nicht verraten. Nur Kaufmann erkennt die Zusammenhänge und zeigt ihm, dass er enttäuscht ist. Es ist wohl das erste Mal in seinem Leben, dass Mamotschka Wärme von anderen Menschen erfährt, und er fängt an, sich im Heim wohlzufühlen. Als es der Mutter des Direktors nicht gut geht, bittet der ihn, von der Apotheke ein Sauerstoffkissen zu holen. Dafür bekommt er Geld, einen Passierschein und die Jacke Sorokins, da es draußen bereits sehr kalt ist. In der Stadt trifft er die alten Mitglieder der Bande, der er einst angehörte. Die nehmen ihm alles ab, da er sich nicht wehren kann und traut sich deshalb nicht in die Schule zurück. Zu einem späteren Zeitpunkt bekommt er die Gelegenheit, Heimkinder auf einem Markt zu verteidigen, bis er selbst krankenhausreif geschlagen wird und eine Zeitung über seine mutige Tat schreibt. Die Schüler mit ihrem Direktor besuchen Mamotschka im Krankenhaus und nehmen ihn wieder in ihre Reihen auf.

## Produktion
Der Schwarzweißfilm hatte am 29. Dezember 1966 unter dem Titel Республика ШКИД in der Sowjetunion Premiere und erreichte danach über 32 Millionen Besucher.
Die Erstaufführung in der DDR erfolgte unter dem Filmtitel Die Republik der Strolche am 22. März 1968 im Berliner Kino Babylon. Die erste Ausstrahlung im DFF erfolgte am 22. Dezember 1969 im 1. Programm.

## Kritik
Die Berliner Zeitung schrieb über diesen Film:

„Episodenhaft ist dieser Film angelegt. Er versucht den Prozeß der Entwicklung in typischen Situationen darzustellen. Dabei wird die Geschichte mit viel Humor erzählt, um das Ernste auch im Unernsten zu entdecken. Manchmal jedoch schlägt der Film dabei etwas über die Stränge.“

Das Lexikon des internationalen Films meint, dass die bewegende inhaltliche Aussage des Films durch eine formal inkonsequente Gestaltung beeinträchtigt wird.

## Auszeichnungen
- 1968: III. All-Union Film Festival in Leningrad: Bester Jugendfilm[5]

## Synchronisation
| Rolle                             | Darsteller           | Synchronsprecher |
| --------------------------------- | -------------------- | ---------------- |
| Wiktor Sorokin, Schuldirektor     | Sergei Jurski        | Eberhard Mellies |
| Konstantin Mednikow, Sportlehrer  | Pawel Luspekjan      | Achim Petry      |
| Alexander Popow, Geschichtslehrer | Alexander Melnikow   | Erhard Köster    |
| Meftachutdyn, Hausmeister         | Georgi Kolossow      | Werner Kamenik   |
| Martha, Köchin                    | Wera Titowa          | Evamaria Bath    |
| Jankel                            | Lew Wainschtein      | Wolfgang Ostberg |
| Zigeuner                          | Anatoli Podschiwalow | Kaspar Eichel    |
| Mamotschka                        | Alexander Kawalerow  | Bernd Lehmann    |